# Diskografie Lukas Graham
Toto je seznam vydané diskografie dánské soul popové hudební skupiny Lukas Graham.

## Studiová alba
| Lukas Graham                                                                            | - Vydáno: 26. března 2012 - Vydavatelství: Copenhagen | 1 | — | —  | 41 | —  | — | — | —  | — | —  | - DEN: 7× Platinum                               |
| Lukas Graham                                                                            | - Vydáno: 17. června 2015 - Vydavatelství: Copenhagen | 1 | 1 | 31 | 28 | 15 | 2 | 3 | 34 | 2 | 3  | - DEN: 12× Platinum - BPI: Gold - RIAA: Platinum |
| 3 (The Purple Album)                                                                    | - Vydáno: 26. října 2018 - Vydavatelství: Warner      | 1 | — | —  | 57 | 2  | — | 3 | 85 | — | 89 | - DEN: 3× Platinum                               |
| 4 (The Pink Album)                                                                      | - Vydáno: 20. ledna 2023 - Vydavatelství: Warner      | 1 | — | —  | 56 | —  | — | — | —  | — | —  |                                                  |
| "—" značí, že se nahrávka neumístila v hitparádách nebo v tomto území ani nebyla vydána |                                                       |   |   |    |    |    |   |   |    |   |    |                                                  |

## Extended play
| Název            | Detaily                                           |
| ---------------- | ------------------------------------------------- |
| Spotify Sessions | - Vydáno: 27. května 2016 - Vydavatelství: Warner |

## Singly

### Jako hlavní umělec
| "Ordinary Things"                                                                       | 2011 | 2  | —  | —  | —  | —  | — | —  | —  | —   | —  | - DEN: 3× Platinum | Lukas Graham              |
| "Drunk in the Morning"                                                                  | 2012 | 1  | —  | 42 | 30 | —  | — | —  | —  | 127 | —  | - DEN: 3× Platinum | Lukas Graham              |
| "Criminal Mind"                                                                         | 2012 | 4  | —  | —  | —  | —  | — | —  | —  | —   | —  | - DEN: 2× Platinum | Lukas Graham              |
| "Better Than Yourself (Criminal Mind Pt 2)"                                             | 2012 | 1  | —  | —  | —  | —  | — | —  | —  | —   | —  | - DEN: 3× Platinum | Lukas Graham              |
| "Mama Said"                                                                             | 2014 | 1  | 42 | —  | —  | —  | 3 | 29 | 13 | 48  | 36 | - DEN: 2× Platinum - BPI: Gold - RIAA: Platinum - MC: Platinum - RMNZ: Gold                                                                        | Lukas Graham (Blue Album) |
| "Strip No More"                                                                         | 2015 | 1  | —  | —  | —  | —  | — | —  | —  | —   | —  | - DEN: 2× Platinum | Lukas Graham (Blue Album) |
| "7 Years"                                                                               | 2015 | 1  | 1  | 1  | 6  | 1  | 4 | 1  | 1  | 1   | 2  | - DEN: 5× Platinum - ARIA: 6× Platinum - BPI: 5× Platinum - GLF: 3× Platinum - MC: 7× Platinum - RIAA: 7× Platinum - RMNZ: 3× Platinum - AUT: Gold | Lukas Graham (Blue Album) |
| "You're Not There"                                                                      | 2016 | 25 | —  | —  | —  | —  | — | —  | —  | —   | —  | - DEN: Platinum | Lukas Graham (Blue Album) |
| "Take the World by Storm"                                                               | 2016 | 10 | —  | —  | —  | —  | — | —  | —  | —   | —  | - DEN: Platinum | Lukas Graham (Blue Album) |
| "Off to See the World"                                                                  | 2017 | 9  | —  | —  | —  | —  | — | —  | —  | —   | —  | - IFPI DEN: Platinum | My Little Pony: ve filmu  |
| "Love Someone"                                                                          | 2018 | 1  | 20 | 29 | 33 | 62 | 5 | 27 | 8  | —   | 70 | - IFPI DEN: 2× Platinum - RIAA: Platinum - ARIA: 3× Platinum - BPI: Gold - RMNZ: Gold                                                              | 3 (The Purple Album)      |
| "Not a Damn Thing Changed"                                                              | 2018 | 2  | —  | —  | —  | —  | — | —  | —  | —   | —  | | 3 (The Purple Album)      |
| "Lie"                                                                                   | 2019 | 2  | —  | —  | —  | —  | — | —  | —  | —   | —  | | 4 (The Pink Album)        |
| "Here (For Christmas)"                                                                  | 2019 | 23 | —  | 66 | 63 | —  | — | —  | —  | —   | —  | | Singly bez alb            |
| "Scars"                                                                                 | 2020 | 9  | —  | —  | —  | —  | — | —  | —  | —   | —  | | Singly bez alb            |
| "Love Songs"                                                                            | 2020 | —  | —  | —  | —  | —  | — | —  | —  | —   | —  | | Singly bez alb            |
| "Share That Love" (feat. G-Eazy)                                                        | 2020 | 14 | —  | —  | —  | —  | — | —  | 32 | —   | —  | | 4 (The Pink Album)        |
| "Where I'm From" (feat. Wiz Khalifa)                                                    | 2020 | 24 | —  | —  | —  | —  | — | —  | 84 | —   | —  | | Singl bez alb             |
| "No Evil" (s Branco)                                                                    | 2021 | 1  | —  | —  | —  | —  | — | —  | —  | —   | —  | | Baba Business             |
| "Happy for You"                                                                         | 2021 | 30 | —  | —  | —  | —  | — | —  | —  | —   | —  | | Singly bez alb            |
| "Call My Name"                                                                          | 2021 | 33 | —  | —  | —  | —  | — | —  | —  | —   | —  | | Singly bez alb            |
| "Most People" (s R3hab)                                                                 | 2021 | —  | —  | —  | —  | —  | — | —  | —  | —   | —  | | Singly bez alb            |
| "All of It All"                                                                         | 2022 | 29 | —  | —  | —  | —  | — | —  | —  | —   | —  | | 4 (The Pink Album)        |
| "Wish You Were Here" (s Khalid)                                                         | 2022 | 10 | —  | —  | —  | —  | — | —  | 27 | —   | —  | | 4 (The Pink Album)        |
| "Home Movies" (s Mickey Guyton)                                                         | 2023 | 37 | —  | —  | —  | —  | — | —  | —  | —   | —  | | 4 (The Pink Album)        |
| "Cheat Code"                                                                            | 2024 | —  | —  | —  | —  | —  | — | —  | —  | —   | —  | | bude oznámeno             |
| "—" značí, že se nahrávka neumístila v hitparádách nebo v tomto území ani nebyla vydána |      |    |    |    |    |    |   |    |    |     |    | |                           |

### Jako vedlejší umělec
| "Happy Home" (Hedegaard feat. Lukas Graham)                                                                | 2014 | 1 | —  | —  | 4  | 40 | - DEN: 3× Platinum | Singly bez alb          |
| "Søndagsbarn" (Suspekt feat. Lukas Graham)                                                                 | 2015 | 3 | —  | —  | —  | —  | - DEN: Platinum    | Singly bez alb          |
| "Golden" (Brandon Beal feat. Lukas Graham)                                                                 | 2016 | 1 | 64 | 46 | 27 | 55 | - DEN: 2× Platinum | Truth                   |
| "Holder Fast" (Hennedub feat. Gilli a Lukas Graham)                                                        | 2018 | 1 | —  | —  | —  | —  |                    | Singly bez alb          |
| "Tættere end vi tror" (P3 feat. Tessa, Lukas Graham, Mads Langer, Jada, Benjamin Hav, Clara a Don Stefano) | 2020 | 1 | —  | —  | —  | —  |                    | Singly bez alb          |
| "Too Late" (Cash Cash feat. Wiz Khalifa a Lukas Graham)                                                    | 2021 | — | —  | —  | —  | —  |                    | Say It Like You Feel It |
| "Love You Right" (Walk off the Earth feat. Lukas Graham)                                                   | 2021 | — | —  | —  | —  | —  |                    | Meet You There          |
| "Du ligner din mor" (Benjamin Hav feat. Lukas Graham)                                                      | 2024 | 1 | —  | —  | —  | —  |                    | Singl bez alb           |
| "—" značí, že se nahrávka neumístila v hitparádách nebo v tomto území ani nebyla vydána                    |      |   |    |    |    |    |                    |                         |

### Promo singly
| Název                                | Rok  | Certifikace     | Album                |
| ------------------------------------ | ---- | --------------- | -------------------- |
| "Don't Hurt Me This Way"             | 2013 | - DEN: Platinum | Lukas Graham         |
| "Love Someone" (feat. Sabina Ddumba) | 2019 |                 | Promo singly bez alb |
| "Last Christmas"                     | 2022 |                 | Promo singly bez alb |
| "Fever" (Kygo feat. Lukas Graham)    | 2022 |                 | Thrill of the Chase  |

## Další umístěné písně
| Název                                       | Rok  | Umístění v hitparádách | Album                     |
| Název                                       | Rok  | DEN                    | Album                     |
| ------------------------------------------- | ---- | ---------------------- | ------------------------- |
| "What Happened to Perfect"                  | 2015 | 14                     | Lukas Graham (Blue Album) |
| "Hayo"                                      | 2015 | 17                     | Lukas Graham (Blue Album) |
| "Don't You Worry 'bout Me"                  | 2015 | 24                     | Lukas Graham (Blue Album) |
| "Funeral"                                   | 2015 | 29                     | Lukas Graham (Blue Album) |
| "When I Woke Up..."                         | 2015 | 30                     | Lukas Graham (Blue Album) |
| "Happy Home"                                | 2015 | 31                     | Lukas Graham (Blue Album) |
| "Playtime"                                  | 2015 | 33                     | Lukas Graham (Blue Album) |
| "Lullaby"                                   | 2018 | 3                      | 3 (The Purple Album)      |
| "You're Not the Only One (Redemption Song)" | 2018 | 6                      | 3 (The Purple Album)      |
| "Promise"                                   | 2018 | 9                      | 3 (The Purple Album)      |
| "Stick Around"                              | 2018 | 12                     | 3 (The Purple Album)      |
| "Unhappy"                                   | 2018 | 18                     | 3 (The Purple Album)      |
| "Everything That Isn't Me"                  | 2018 | 14                     | 3 (The Purple Album)      |
| "Hold My Hand"                              | 2018 | 21                     | 3 (The Purple Album)      |
| "Say Yes (Church Ballad)"                   | 2018 | 22                     | 3 (The Purple Album)      |